# Жольни
Жольни́ (фр. Jaulny) — коммуна во французском департаменте Мёрт и Мозель региона Лотарингия. Относится к  кантону Тиокур-Реньевиль.	

## География

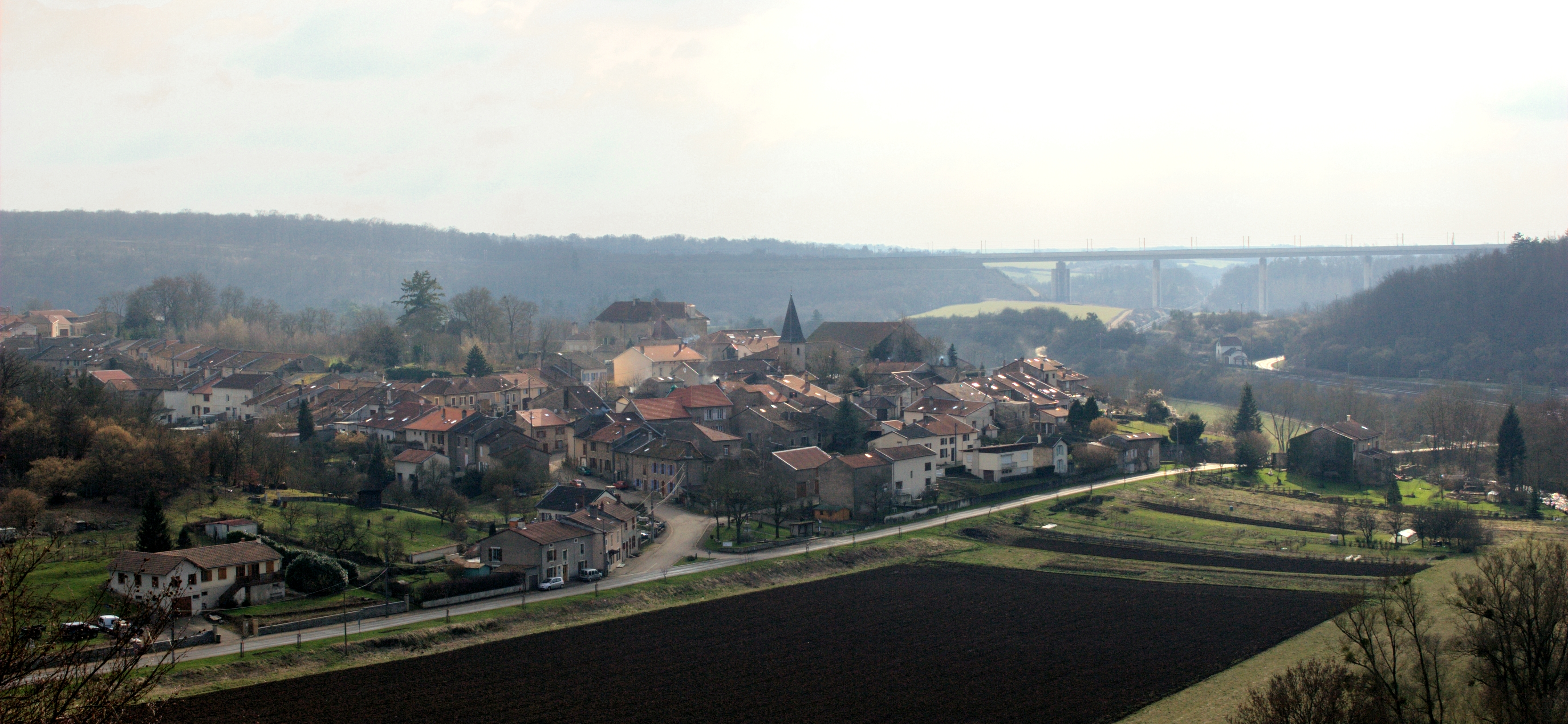
Панорама Жольни.

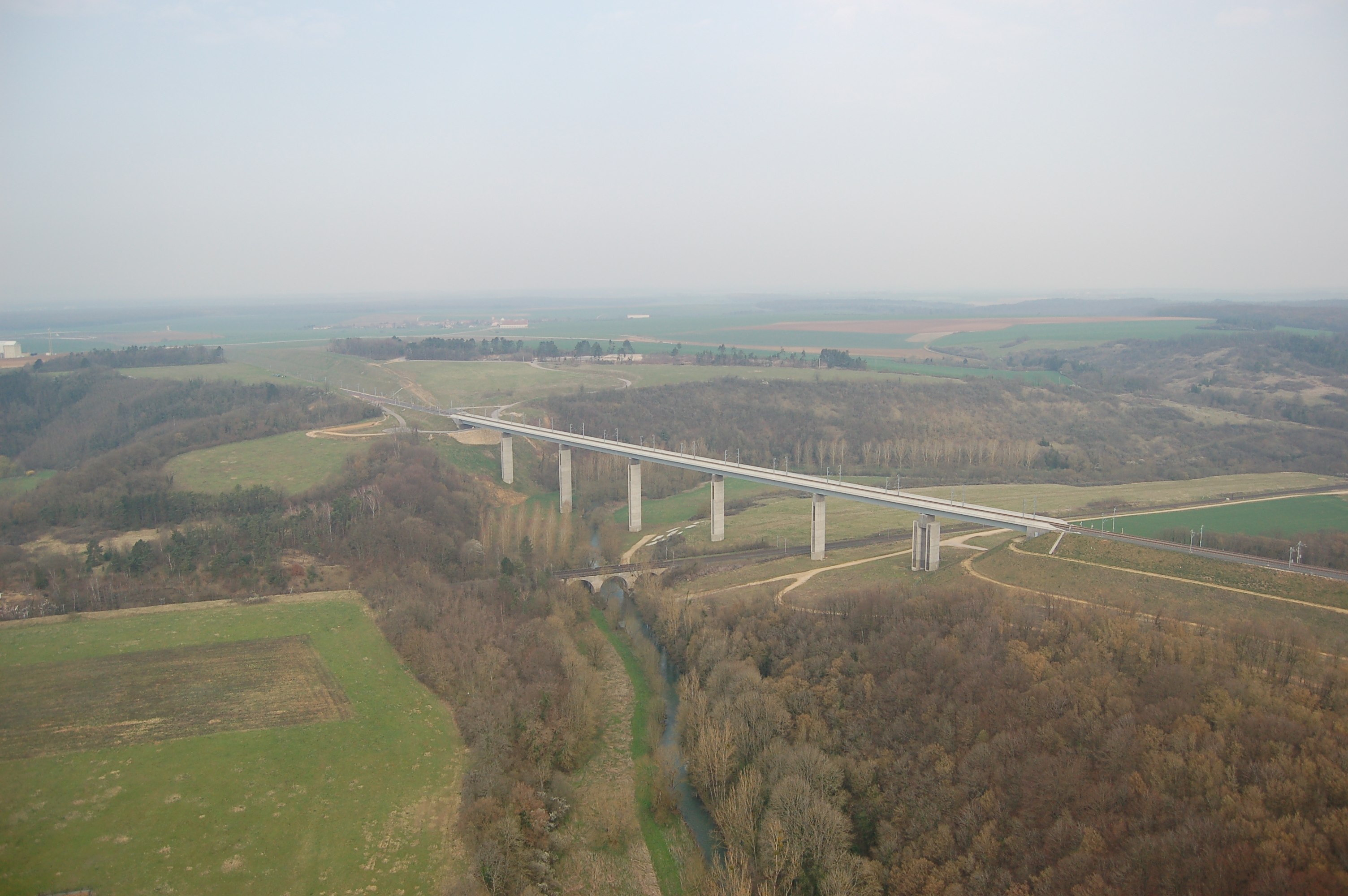
Виадук Жольни TGV-Эст. Высота — 50 м, длина — 480 м.

Жольни	расположен в 27 км к юго-западу от Меца и в 38 км к северу от Нанси. Стоит на Рюп-де-Ма. Соседние коммуны: Шаре на севере, Ремберокур-сюр-Ма на северо-востоке, Вьевиль-ан-Э на юго-востоке, Тиокур-Реньевиль на юго-западе, Бене-ан-Воэвр и Ксамм на западе.

## История
С 1440 по 1449 годы в замке жила с мужем Жанна дез Армуаз, выдававшая себя за Жанну д'Арк. 

## Демография
Население коммуны на 2010 год составляло 263 человека.
| 1962 | 1968 | 1975 | 1982 | 1990 | 1999 | 2010 |
| ---- | ---- | ---- | ---- | ---- | ---- | ---- |
| 231  | 224  | 190  | 172  | 169  | 221  | 263  |

## Достопримечательности

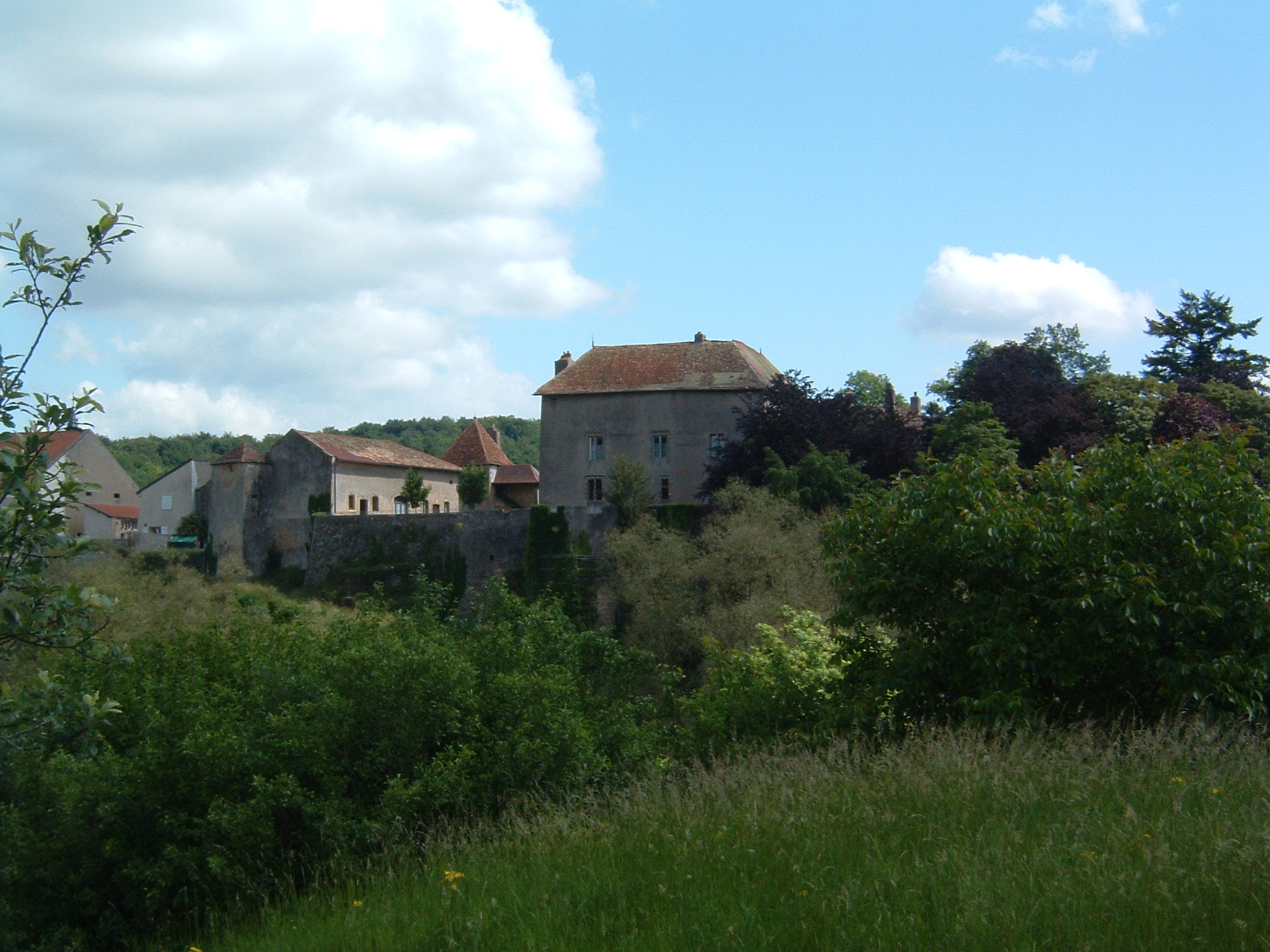
Замок Жольни.

- Замок Жольни, музей замка включает мебель, оружие, а также предметы бронзового века. Сохранилиссь портреты и гербы Роберта дез Армуаза и его жены Жанны дез Армуаз, которая выдавала себя за спасшуюся Жанну д'Арк.